# Pearl Harbor (film)
 For alternative betydninger, se Pearl Harbor (flertydig). (Se også artikler, som begynder med Pearl Harbor)
Pearl Harbor er en amerikansk action- og drama-krigsfilm fra 2001 og som er instrueret af Michael Bay og produceret af Bay, Jerry Bruckheimer og Randall Wallace. Medvirkende i filmen er blandt andre Ben Affleck, Josh Hartnett, Alec Baldwin, Jon Voight, Kate Beckinsale og Cuba Gooding, Jr..
Filmen foregår i tiden før og under USA's indtræden i 2. verdenskrig, der sker som følge af datidens Japans angreb på Pearl Harbor den 7. december 1941, som endvidere leder til USA's gengældelsesangreb, det såkaldte Doolittle-raid, den 18. april 1942.
Filmen modtog blandede anmeldelser, der også førte til at den fik priser og nomineringer til både Academy Awards, Grammy Awards, Golden Globe og Golden Raspberry Award. Filmen vandt én Oscar i kategorien "Best Sound Editing", fik to Golden Globe-nomineringer og én Grammy Award-nominering i 2001. Derudover fik filmen også seks nomineringer ved den 22. Golden Raspberry Award-uddeling i 2001, hvor den dog ikke vandt nogen priser.
Pearl Harbor havde premiere den 25. maj 2001 i USA (Danmark: 29. juni 2001)  og endte med en samlet indtjening, verdenen over, på 2,33 milliarder kroner, hvilket placerede den som den sjettebedst sælgende film i USA i 2001.

## Handling
Filmen starter i Tennessee i 1923, hvor man ser to drenge, Rafe McCawley og Danny Walker, der leger piloter i en lade. Rafes far har sit eget fly, som han netop lander med efter en flyvetur og drengene sætter sig op i den og får den startet ved et uheld. Der sker dog ikke drengene noget, da de får stoppet flyet hurtigt igen, men scenen skal vise drengenes tidlige interesse for flyvning.
I 1940, hvor Rafe og Danny er blevet voksne unge mænd, er de begge blevet premierløjtnanter i United States Army Air Corps under major James Harold Doolittle. Rafe, der begynder at indse at Amerika ikke kan holde sig ude at den begyndende krig i Europa, melder sig frivilligt til Royal Air Forces specielle kampenhed Eagle Squadrons, som blev dannet under 2. verdenskrig og som netop er for frivillige amerikanske kamppiloter. Danny, derimod ser ikke nogen grund til at opsøge fare og kamp, bliver vred og skuffet over Rafe. Danny og de resterende piloter skal efterfølgende udstationeres til Pearl Harbor, Hawaii.
Om aftenen inden Rafes afrejse til England mødes Rafe og alle de andre unge piloter med Rafes kærlighedsinteresse, Evelyn, til bal. Rafe og Evelyn mødte hinanden nogle uger tidligere, da Rafe og Danny sammen med de andre soldater skulle igennem et lægetjek, der skulle afgøre deres videre fremtid inden for flyverkorpset. Rafe, som er ordblind, er tæt på at blive nægtet videre, da man kunne tro at hans syn bare ikke var optimalt, men Evelyn, som er ansat som sygeplejerske på stedet, lader ham til sidst gå videre. For at takke for hendes venlighed opsøger Rafe Evelyn og selvom han ender med at brække sin næse, fordi han får den samme vaccination to gange og derfor bliver svimmel og falder, ender det med at de to mødes om aftenen, hvor de bliver forelsket i hinanden.
Evelyn og hendes andre sygeplejerske-veninder mødes som sagt med Rafe og de andre piloter, men hen på aftenen fortrækker Rafe og Evelyn sig, hvor Rafe fortæller hende at han skal rejse til England dagen efter og højest sandsynlig skal i krig. Han lover dog at han nok skal komme tilbage, og de går efter en kort afsked, hver til sit.
Den næste dag ses Rafe og Danny på togstationen, hvor Rafe beder Danny passe på Evelyn, da hun og de andre sygeplejersker også skal udstationeres til Pearl Harbor. De siger farvel til hinanden og netop som toget skal til at sætte i gang, ser Rafe Evelyn ude på perronen, selvom han sagde at han ikke ønskede hun mødte op, så de ikke behøvede at sige farvel én gang til. Rafe ser dog stort på det, da han nu ved at Evelyn elsker ham. Rafe ankommer snart til England, som allerede er involveret i krigen, og han og Evelyn holder kontakten ved at sende breve til hinanden. Omtrent samtidig ankommer Danny med hærens flystyrker og Evelyn med sygeplejerskerne til Pearl Harbor. Under et angreb under slaget om England i 1941 bliver Rafe skudt ned, og man går ud fra at han er faldet i kamp. Dette bliver meddelt til Danny, som lovede at være den til at overbringe Evelyn meddelelsen, hvis det skulle ske. Evelyn bliver knust, men efter tre måneder, støder hun helt tilfældigvis ind i Danny, og de tilbringer aftenen sammen, hvor de mindes om Rafe.
Kort tid efter begynder de at udvikle følelser for hinanden, og efter at Danny har fløjet en tur med Evelyn i den hawaiianske solnedgang, bliver de et par. Den 6. december 1941 dukker Rafe op ved hospitalet, hvor Evelyn arbejder og det viser sig at han overlevede styrtet, men var strandet i det besatte Frankrig, hvor intet nyt kom ind eller ud. Da Danny, som også har hørt nyheden, dukker op ved hospitalet går det op for Rafe at Evelyn og Danny er sammen og han går i vrede. Danny finder ham snart nede på den lokale bar, hvor glæden over Rafes tilbagevenden er stor. Rafe er stadig rasende (og nu fuld) og snart bryder der en slåskamp ud mellem dem, hvor politiet til sidst tilkaldes. De når dog at flygte og kører væk.
Den næste morgen, den 7. december 1941, vækkes hele Pearl Harbor af japanske Zero-fly og "Kate"-torpedofly, der uhindret flyver ind og forårsager enorme eksplosioner, der blandt andet sænker slagskibene USS Arizona, USS Oklahoma og mange andre skibe fra den amerikanske flåde, der ligger for anker. Kaos spreder sig i takt med at folkene bliver klar over, hvad der sker, men på dette tidspunkt er det ved at være for sent. Evelyn og de andre sygeplejersker styrter alle til hospitalet, hvor de forsøger at hjælpe de sårede. I mellemtiden er det lykkedes Rafe og Danny at nå hen til en mindre flyveplads, som japanerne endnu ikke har bombet, og kommer op i hver deres jagerfly, og de ender med at nedskyde syv japanske fly. De skynder sig herefter tilbage til hospitalet, hvor Evelyn, lettet over at se dem i live, styrer situationen så godt hun kan.
Efter angrebet afholdes der en mindeceremoni for de faldne og USA erklærer krig mod Japan. Rafe og Danny bliver for deres heltemodige indsats begge forfremmet til kaptajner, får tildelt Silver Star-ordenen og bliver tilbudt plads ved – nu – oberst Doolittles farlige og tophemmelige mission. Før de rejser tager Evelyn hen til Rafe, hvor hun fortæller at hun er gravid med Dannys barn, og at hun har tænkt sig at forblive sammen med Danny, men at hun inderst inde elsker Rafe mindst lige så højt som Danny. Hun beder Rafe om ikke at fortælle Danny at han skal være far, for at han bedre kan koncentrere sig om missionen og om at komme hjem.
Præsident Franklin D. Roosevelt ønsker med krigserklæringen mod Japan at vise at Japan ikke er immun overfor bombning, hvilket fører til Rafe, Danny og de andre piloter indleder et langt træningsprogram, hvor de træner til det der senere blev kendt som Doolittle-raidet, som fandt sted den 18. april 1942. Angrebet udføres med B-25 Mitchell-bombefly, der flyver fra hangarskibet USS Hornet (CV-8), som flyver ind over Tokyo og bomber byen. Rafe og Danny klarer begge angrebet, men bliver begge nødt til at nødlande i en rismark i et japansk-besat område, da de (grundet det skrappe vægtkrav for at kunne lette fra Hornet) ikke har nok benzin. Her bliver de overrasket af japanske soldater, der omringer dem. Netop som Rafe skal til at skydes, slår Danny til soldaten og bliver selv beskudt, inden det lykkedes de andre amerikanske piloter at slå de japanske soldater ihjel. Rafe tager den døende Danny i sine arme og fortæller ham at han bliver nødt til at overleve, da han skal være far. I sine sidste ord, siger Danny at det ikke er ham, der skal være far, men Rafe, hvorefter han dør.
Filmens sidste scener viser Evelyn og Rafe, der er sammen igen, og som går med lille Danny (Dannys biologiske søn) hjemme i Tennessee, hvor de besøger Danny Walkers gravsten. Rafe tager efterfølgende sin søn med ud på en flyvetur og de to flyver ind mod solnedgangen i et gammeldags biplan.

## Skuespillere
- Ben Affleck som premierløjtnant (senere kaptajn) Rafe McCawley
  - Jesse James som Rafe som barn.
- Josh Hartnett som premierløjtnant (senere kaptajn) Danny Walker
  - Reiley McClendon som Danny som barn
- Kate Beckinsale som Evelyn Johnson
- Cuba Gooding, Jr. som kokken (senere underofficer af 2. klasse) Doris "Dorie" Miller (Har i filmen ingen større tilknytning til de andre roller. Doris Miller var en virkelig person)
- Tom Sizemore som sergent Earl Sistern
- Jon Voight som præsident Franklin D. Roosevelt
- Colm Feore som admiral Husband E. Kimmel
- Mako som Kaigun Taishō (admiral) Isoroku Yamamoto
- Alec Baldwin som major (senere oberstløjtnant) Jimmy Doolittle

### Biroller
- William Lee Scott som premierløjtnant Billy Thompson
- Michael Shannon som premierløjtnant Gooz Wood
- Scott Wilson som general George Marshall
- Peter Firth som kommandør Mervyn S. Bennion
- Dan Aykroyd som kommandør Thurman
- Jennifer Garner som sygeplejerske Sandra
- Jaime King som sygeplejerske Betty Bayer  (krediteret som James King)
- Sara Rue som sygeplejerske Martha
- Catherine Kellner som sygeplejerske Nurse Barbara
- Matt Davis som Joe
- William Fichtner som Mr. Walker (Dannys far)
- Steve Rankin som Mr. McCawley (Rafes far)
- Ewen Bremner som premierløjtnant Red Winkle
- Greg Zola som premierløjtnant Anthony Fusco
- Kim Coates premierløjtnant Jack Richards
- Leland Orser som major Jackson
- Cary-Hiroyuki Tagawa som Kaigun Chūsa (kommandørkaptajn) Minoru Genda
- Graham Beckel som admiral Chester W. Nimitz
- Tom Everett som flådeminister Frank Knox
- Tomas Arana som viceadmiral Frank J. 'Jack' Fletcher
- Madison Mason som admiral Raymond A. Spruance
- Glenn Morshower som kontreadmiral William F. 'Bull' Halsey Jr.
- Michael Shamus Wiles som kommandør Marc Andrew "Pete" Mitscher